# Larry the Cable Guy

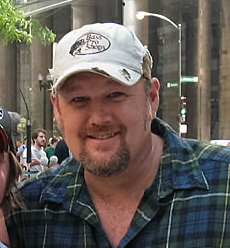
Larry the Cable Guy (2007)

Larry the Cable Guy, eigentlich Daniel Lawrence Whitney (* 17. Februar 1963 in Pawnee City, Nebraska), ist ein US-amerikanischer Moderator, Comedian, Schauspieler, Drehbuchautor und Synchronsprecher.

## Leben
Daniel Lawrence Whitney begann seine Karriere in den frühen 1990er Jahren als Radiomoderator in Blue Springs (Missouri). Bekannt wurde er als Stand-up-Comedian in der Bühnenfigur Larry the Cable Guy, einem hinterwäldlerischen Kabelfernsehen-Techniker mit ausgeprägtem Südstaatenakzent, der dem Stereotyp entsprechende Storys über seine Familie zum Besten gibt. In den Vereinigten Staaten sind mehrere Comedy-Alben von Larry the Cable Guy erschienen.
Im Jahr 2006 begann Whitney unter dem Künstlernamen Larry the Cable Guy seine Tätigkeit als Synchronsprecher mit dem Animationsfilm Cars. Im gleichen Jahr drehte er mit Der Gesundheitsinspektor seinen ersten Spielfilm.
Whitney ist verheiratet und Vater zweier Kinder.
Von September bis Oktober 2021 nahm Whitney als Baby an der sechsten Staffel der US-amerikanischen Version von The Masked Singer teil, in der er den zwölften von insgesamt 16 Plätzen belegte.

## Diskografie (Auswahl)

### Weitere Alben
- 2001: Lord, I Apologize (US:Gold)
- 2005: The Right to Bare Arms
- 2007: Morning Constitutions

### Videoalben
- 2004: Git-R-Done, (US: ×12Zwölffachplatin )
- 2004: Blue Collar Comedy Tour Rides Again (mit Jeff Foxworthy, Bill Engvall und Ron White, US: ×2929-fach-Platin )
- 2007: Morning Constitutions, (US: ×4Vierfachplatin )
- 2007: Larry the Cable Guy’s Christmas Spectacular, (US: Platin)

## Filmografie (Auswahl)
- 2006: Cars (Stimme im Original)
- 2006: Der Gesundheitsinspektor (Larry the Cable Guy: Health Inspector)
- 2007: Delta Farce
- 2008: Beschützer wider Willen (Witless Protection)
- 2008–2012: Cars Toon – Hooks unglaubliche Geschichten (A Cars Toon: Mater’s Tall Tales, Fernsehserie, Stimme)
- 2011: Cars 2 (Stimme im Original)
- 2012: Zahnfee auf Bewährung 2 (Tooth Fairy 2)
- 2013: A Madea Christmas
- 2014: Versprochen ist versprochen 2 (Jingle All the Way 2)
- 2017: Cars 3: Evolution (Cars 3, Stimme im Original)

## Auszeichnungen
- 2007: Goldene Himbeere: Nominierung in den Kategorien Schlechtester Schauspieler in Der Gesundheitsinspektor
- 2009: Goldene Himbeere: Nominierungen in den Kategorien Schlechtester Schauspieler und Schlechtestes Leinwandpaar (zusammen mit Jenny McCarthy) in Beschützer wider Willen
- 2014: Goldene Himbeere: Nominierung in den Kategorien Schlechtester Nebendarsteller und Schlechtestes Leinwandpaar (zusammen mit Tyler Perry) in A Madea Christmas